# Blodelsheim
Blodelsheim är en kommun i departementet Haut-Rhin i regionen Grand Est (tidigare regionen Alsace) i nordöstra Frankrike. Kommunen ligger i kantonen Ensisheim som tillhör arrondissementet Guebwiller. År 2022 hade Blodelsheim 1 959 invånare.

## Befolkningsutveckling
Antalet invånare i kommunen Blodelsheim
| Referens: INSEE |